# Gnypetomorpha deserta
Gnypetomorpha deserta är en stekelart som först beskrevs av Vladimir Ivanovich Tobias 1963.  Gnypetomorpha deserta ingår i släktet Gnypetomorpha och familjen brokparasitsteklar. Inga underarter finns listade i Catalogue of Life.